# Dichochrysa luaboensis
Dichochrysa luaboensis är en insektsart som först beskrevs av Bo Tjeder 1966.  Dichochrysa luaboensis ingår i släktet Dichochrysa och familjen guldögonsländor. Inga underarter finns listade i Catalogue of Life.